# Ecaterina Salvaresso
Ecaterina Salvaresso, död 1590 i Tripoli, var en furstinna av Valakiet, gift med fursten Alexandru II Mircea av Valakiet. Hon var Valakiets regent under sin sons minderårighet mellan 1577 och 1583. 
Salvaresso var från en katolsk italiensk familj. Hon mötte Alexander II under en pilgrimsresa i Konstantinopel, och paret gifte sig i Pera 1558. Hon konverterade till den ortodoxa tron efter vigseln. Salvaresso grundade klostret Slătioarele och införde 1573 den första tryckpressen till Bukarest. 
Efter makens död 1577 blev hon Valakiets regent för sin son, som då befann sig som gisslan hos osmanerna. Hennes regeringstid präglades av problem med attacker från tronpretendenter. Ett brev från 1578 är bevarat, där hon avråder sin syster Maria från att besöka henne på grund av den svåra politiska situationen, osmanernas övervälde, valakiernas vildhet och den religiösa intoleransen.